# 娄湖
娄湖，或名婁家坡水庫，是中華人民共和國貴州省安順市的一個人工水庫，於1958年修建，1959年秋季開始蓄水。邻近安顺学院、安顺市第二高级中学、安顺电大等学校。湖泊因出生于安顺的明朝政治人物娄九德而得名。2020年，娄湖获列为国家3A级旅游景区。